# Kopišček
Kopišček je del dolgocevnega orožja, namenjen stabilizaciji orožja med streljanjem in zaščito strelčeve dlani pred cevjo.
Kopišček je bil pri puškah integriran v leseno ogrodje puške, s pojavom jurišnih pušk, pa je zaradi zamenljivega nabojnika ogrodje postalo drugačno. Potrebno je bilo zagotoviti del, ki omogoča strelcu varen prijem puške na prednjem delu, saj le tako lahko kontrolira ogenj in se zaščiti pred vročino cevi, ki se ustvari ob streljanju. Kopišček je torej majhen, odstranljiv del orožja, ki se nahaja pred nabojnikom in je lahko izdelan iz lesa, kovine ali plastike. Nanj se lahko namesti tudi razne dodatke (taktične svetilke, laserske namerilne naprave, dodatna držala, ...).
V določenih primerih (potezne šibrenice) se kopišček uporabi tudi kot pripomoček za repetiranje orožja.